# Comte de Shaftesbury
Pour les articles homonymes, voir Shaftesbury.

Écu des comtes de Shaftesbury. Les taureaux sont d'Ashley ; la bande échancrée et les lions, de Cooper. La devise est Love, Serve (Aimez, servez).

Le titre de comte de Shaftesbury a été créé en 1672 pour Anthony Ashley-Cooper, un politicien du Cabal Ministry, groupe de hauts-conseillers qui exercèrent le pouvoir sous le règne de Charles II d'Angleterre de 1668 à approximativement 1674.
Lord Shaftesbury possède aussi le titre secondaire de baron Ashley, de Wimborne St Giles dans le comté du Dorset (1661) et de baron Cooper, de Paullet dans le comté du Somerset (1672), les deux faisant partie de la pairie d'Angleterre ((en) : Peerage of England).
La famille siège à Ashley House, près de Wimborne St Giles dans le Dorset. Elle possède le Lough Neagh, le plus grand lac des îles britanniques.

## Liste des comtes de Shaftesbury
- 1672-1683 : Anthony Ashley-Cooper, 1er comte de Shaftesbury (1621-1683) ;
- 1683-1699 : Anthony Ashley-Cooper, 2e comte de Shaftesbury (1652-1699), fils du précédent ;
- 1699-1713 : Anthony Ashley-Cooper, 3e comte de Shaftesbury (1671-1713), fils du précédent, écrivain et philosophe ;
- 1713-1771 : Anthony Ashley-Cooper, 4e comte de Shaftesbury (1711-1771), fils du précédent ;
- 1771-1811 : Anthony Ashley-Cooper, 5e comte de Shaftesbury (1761-1811),  fils du précédent ;
- 1811-1851 : Cropley Ashley-Cooper, 6e comte de Shaftesbury (1768-1851), frère du précédent ;
- 1851-1885 : Anthony Ashley-Cooper, 7e comte de Shaftesbury (1801-1885), fils du précédent ;
- 1885-1886 : Anthony Ashley-Cooper, 8e comte de Shaftesbury (1831- 1886), fils du précédent ;
- 1886-1961 : Anthony Ashley-Cooper, 9e comte de Shaftesbury (1869-1961), fils du précédent ;
- 1961-2004 : Anthony Ashley-Cooper, 10e comte de Shaftesbury (1938-2004), petit-fils du précédant, tué en France ;
- 2004-2005 : Anthony Ashley-Cooper (en), 11e comte de Shaftesbury (1977-2005), fils du précédant ;
- depuis 2005 : Nicholas Edmund Anthony Ashley-Cooper, 12e comte de Shaftesbury (né en 1979), frère du précédant.
- héritier apparent : Anthony Francis Wolfgang Ashley-Cooper, Lord Ashley (né en 2011), aussi seule personne éligible à hériter au titre.